# Palindiona spectabilis
Palindiona spectabilis là một loài bướm đêm trong họ Noctuidae.